# Billy Fox
William „Billy“ Fox (* 3. Januar 1939 in Castleblaney, County Monaghan, Irland; † 12. März 1974 in Clones, County Monaghan, Irland) war ein irischer Politiker (Fine Gael). Er war von 1969 bis 1973 Teachta Dála (Abgeordneter) im Dáil Éireann, dem irischen Unterhaus, sowie von 1973 bis zu seinem Tod Mitglied im Seanad Éireann, dem irischen Oberhaus im Oireachtas. Er wurde durch die IRA ermordet.

## Leben
Fox, einer der wenigen protestantischen Politiker, kandidierte bei den Wahlen 1965 im Wahlkreis Monaghan für den Dáil, scheiterte jedoch. 1967 wurde er in den Monaghan County Counsel gewählt. Bei den Wahlen zum Dáil Éireann 1969 gelang es ihm aber, einen Sitz zu erringen. Diesen Sitz verlor er wieder bei den Wahlen 1973. Er wurde stattdessen über die Kultur- und Bildungsliste in den Seanad Éireann gewählt.

## Ermordung
Am Montagabend, den 11. März 1974, fuhr Fox wie üblich zu seiner Freundin Marjorie Coulson, die mit ihren Eltern auf einem einsamen Gehöft in Tirhooney lebte. Kämpfer der IRA vermuteten auf dem Gehöft Waffen und verlangten überfallartig von der Familie die Herausgabe der Waffen. Tatsächlich wurden Waffen herausgegeben. Fox erreichte das Gehöft und wurde von einem Posten der IRA angehalten. Fox versuchte zu fliehen, wurde aber in den Oberkörper geschossen. Vermutlich verblutete er.
Einer der Beteiligten hatte vor Gericht behauptet, dass sie als IRA-Kämpfer vermuteten, dass hier Waffen der Ulster Volunteer Force versteckt würden. Die genauen Umstände blieben unklar.